# Bezziomyiobia nigripes
Bezziomyiobia nigripes är en tvåvingeart som beskrevs av Baranov 1938. Bezziomyiobia nigripes ingår i släktet Bezziomyiobia och familjen parasitflugor. Inga underarter finns listade i Catalogue of Life.